# Cosmioconcha modesta
Cosmioconcha modesta är en snäckart som först beskrevs av Powys 1935.  Cosmioconcha modesta ingår i släktet Cosmioconcha och familjen Columbellidae. Inga underarter finns listade i Catalogue of Life.